# Andrea de Adamich
Andrea Lodovico de Adamich (ur. 3 października 1941 w Trieście) – były włoski kierowca wyścigowy. Uczestniczył w 34 Grand Prix Formuły 1, w których zdobył łącznie 6 punktów.

## Życiorys

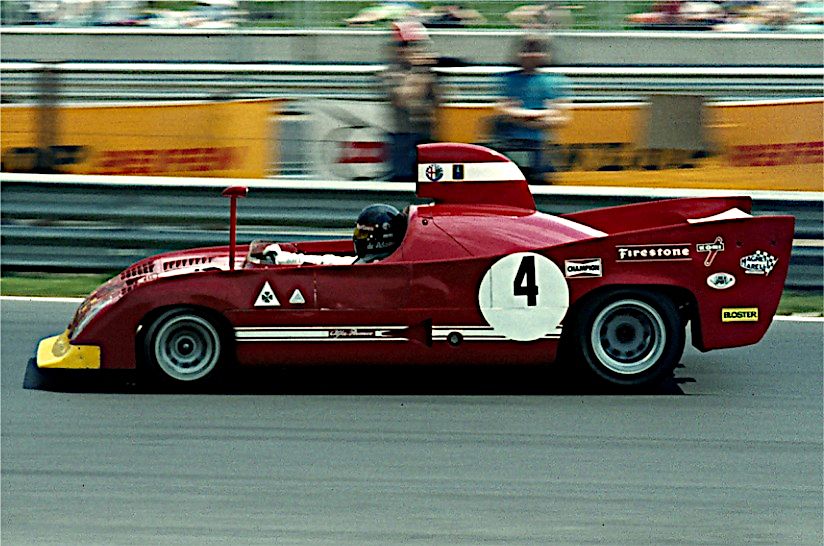
Andrea de Adamich w bolidzie Alfa Romeo 33 TT 12 podczas wyścigu 1000 km Nürburgring 19 maja 1974 roku

De Adamich urodził się w Trieście, ale jego rodzina pochodziła z Fiume. Jego przodek, Andrija Ljudevit Adamić, był znanym kupcem.
W 1965 roku de Adamich wygrał mistrzostwa Włoskiej Formuły 3, a rok później - serię European Touring Car Championship (w dywizji 2). Wtedy też nawiązał długoterminową współpracę z Alfą Romeo. W Formule 1 zadebiutował Ferrari w Grand Prix RPA 1968, ale na skutek wypadku po wjechaniu na plamę oleju nie ukończył tego wyścigu. W dalszej części tego sezonu startował w Południowoamerykańskiej Formule 2, ale jego Ferrari nie było konkurencyjne, więc nie odniósł w tej serii sukcesów. Do Formuły 1 wrócił w sezonie 1970, kiedy to ścigał się napędzanym silnikami Alfa Romeo McLarenem. W sezonie 1971 ścigał się Marchem, również wyposażonym w silniki włoskiego producenta.
W sezonie 1972 dzięki sponsorom był kierowcą Surteesa. Wtedy też zdobył swoje pierwsze punkty, finiszując na czwartym miejscu w Grand Prix Hiszpanii.
Sezon 1973 był jego ostatnim sezonem w Formule 1. Wziął wtedy udział Brabhamem w kilku Grand Prix, a w Grand Prix Belgii zdobył czwarte miejsce. Jego ostatnim wyścigiem w Formule 1 było Grand Prix Wielkiej Brytanii, w którym odniósł obrażenia wskutek karambolu. W następnym roku wycofał się ze sportów motorowych.
Obecnie jest dziennikarzem sportowym (prowadzi program "Grand Prix" w telewizji Italia 1) oraz wiceprezydentem firmy N.Technology, zajmującej się przygotowywaniem samochodów wyścigowych dla Alfy Romeo.

## Wyniki w Formule 1
| Legenda oznaczeń w tabelach wyników Wyświetl szablon na nowej stronie | Legenda oznaczeń w tabelach wyników Wyświetl szablon na nowej stronie                                                                     |
| Oznaczenie                                                            | Wyjaśnienie |
| --------------------------------------------------------------------- | --- |
| Złoty                                                                 | Zwycięzca lub mistrzostwo |
| Srebrny                                                               | 2. miejsce lub wicemistrzostwo |
| Brązowy                                                               | 3. miejsce lub II wicemistrzostwo |
| Zielony                                                               | Ukończył, punktował (w klasyfikacji generalnej, gdy zdobył co najmniej jeden punkt na przestrzeni sezonu, poza trzema powyższymi opcjami) |
| Niebieski                                                             | Ukończył, nie punktował (w klasyfikacji generalnej, gdy nie zdobył co najmniej jednego punktu na przestrzeni sezonu)                      |
| Czerwony                                                              | Nie zakwalifikował się (NZ) |
| Czerwony                                                              | Nie prekwalifikował się (NPK) |
| Różowy                                                                | Nie ukończył (NU) |
| Różowy                                                                | Niesklasyfikowany (NS) (w klasyfikacji generalnej, gdy nie został sklasyfikowany w żadnym wyścigu sezonu)                                 |
| Czarny                                                                | Zdyskwalifikowany (DK) |
| Czarny                                                                | Wykluczony (WYK/EX) |
| Biały                                                                 | Nie wystartował (NW) |
| Biały                                                                 | Kontuzjowany (K/INJ) |
| Biały                                                                 | Wyścig odwołany (OD/C) |
| Bez koloru                                                            | Został wycofany (WYC/WD) |
| Bez koloru                                                            | Nie przybył (NP/DNA) |
| Bez koloru                                                            | Nie brał udziału w treningach (NT/DNP) |
| Bez koloru                                                            | Nie został zgłoszony (–) |
| Pogrubienie                                                           | Start z pole position |
| Kursywa                                                               | Najszybsze okrążenie wyścigu |
| †                                                                     | Nie ukończył, ale jego rezultat został zaliczony ze względu na przejechanie więcej niż 90% dystansu wyścigu.                              |
| *                                                                     | Sezon w trakcie |
| 1/2/3                                                                 | Punktowana pozycja w sprincie kwalifikacyjnym                                                                                             |
| Lista systemów punktacji Formuły 1                                    | |

| Rok  | Zespół                          | Samochód       | Silnik        | 1      | 2      | 3      | 4      | 5      | 6      | 7      | 8      | 9      | 10     | 11     | 12     | 13  | 14  | 15  | Msc. | Pkt. |
| ---- | ------------------------------- | -------------- | ------------- | ------ | ------ | ------ | ------ | ------ | ------ | ------ | ------ | ------ | ------ | ------ | ------ | --- | --- | --- | ---- | ---- |
| 1968 | Scuderia Ferrari                | Ferrari 312/67 | Ferrari V12   | ZAF NU | ESP    | MCO    | BEL    | NLD    | FRA    | GBR    | DEU    | ITA    | CND    | USA    | MEX    |     |     |     | –    | 0    |
| 1970 | Bruce McLaren Motor Racing      | McLaren M7D    | Alfa Romeo V8 | ZAF    | ESP NZ | MCO NZ | BEL    |        | FRA NS | GBR NW |        |        |        |        |        |     |     |     | –    | 0    |
| 1970 | Bruce McLaren Motor Racing      | McLaren M14D   | Alfa Romeo V8 |        |        |        |        | NLD NZ |        |        | DEU NZ | AUT 12 | ITA 8  | CND NU | USA NZ | MEX |     |     | –    | 0    |
| 1971 | STP March                       | March 711      | Alfa Romeo V8 | ZAF 13 | ESP NU | MCO    | NLD    | FRA NU | GBR NS | DEU NU | AUT    | ITA NU | CND    | USA 11 |        |     |     |     | –    | 0    |
| 1972 | Ceramica Pagnossin Team Surtees | Surtees TS9B   | Ford V8       | ARG NU | ZAF NS | ESP 4  | MCO 7  | BEL NU | FRA 14 | GBR NU | DEU 13 | AUT 14 | ITA NU | CND NU | USA    |     |     |     | 17   | 3    |
| 1973 | Ceramica Pagnossin Team Surtees | Surtees TS9B   | Ford V8       | ARG    | BRA    | ZAF 8  |        |        |        |        |        |        |        |        |        |     |     |     | 16   | 3    |
| 1973 | Ceramica Pagnossin MRD          | Brabham BT37   | Ford V8       |        |        |        | ESP NU | BEL 4  | MCO 7  | SWE    | FRA NU |        |        |        |        |     |     |     | 16   | 3    |
| 1973 | Ceramica Pagnossin MRD          | Brabham BT42   | Ford V8       |        |        |        |        |        |        |        |        | GBR NU | NLD    | DEU    | AUT    | ITA | CND | USA | 16   | 3    |